# So Čong-min
So Čong-min (korejsky 서종민, anglická transkripce Seo Jong-min; * 9. května 2002) je jihokorejský fotbalista, který hraje jako levé křídlo nebo ofenzivní záložník za rakouský klub First Vienna.

## Klubová kariéra
Hrál za akademii Eintrachtu Frankfurt.
V červnu 2021 podepsal tříletou smlouvu s Dynamem Drážďany. Za klub debutoval dne 3. října 2021 proti FC St. Pauli.
Dne 7. února 2022 byl poslán na hostování do Wackeru Innsbruck do konce sezóny.
Dne 17. ledna 2024 podepsal tříletou smlouvu s norským Haugesundem.
Dne 26. září 2024 podepsal roční smlouvu s Chemnitzer FC.

## Osobní život
Je synem jihokorejského fotbalisty a reprezentanta So Tong-wona.